# Menorá de la Knéset

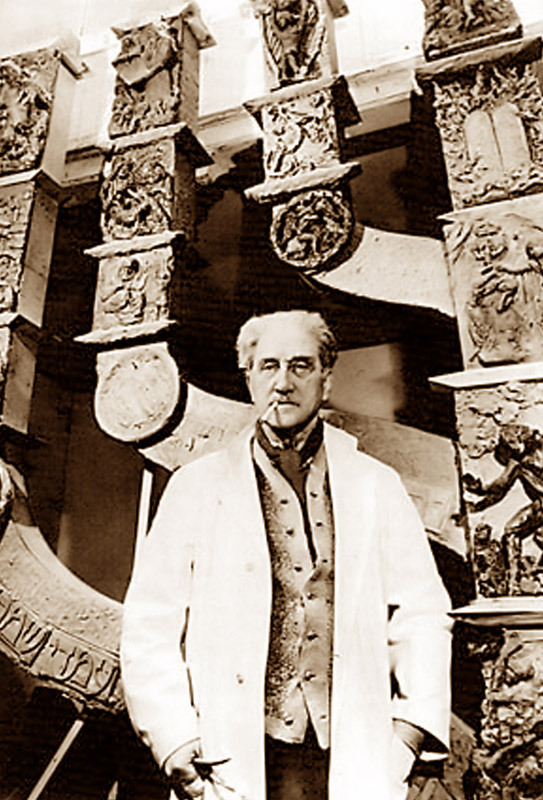
El escultor Benno Elkan delante de la menorá.

La menorá de la Knéset (en hebreo: מנורת הכנסת‎) es una menorá de bronce de siete brazos, de grandes dimensiones, ubicada en el extremo del Jardín de las Rosas (Gan Havradim), frente al parlamento de Israel, la Knéset, en Jerusalén.

## Historia
El emblemático monumento, de 4,3 metros de altura, 3,5 metros de ancho y 4 toneladas de peso, es la magnum opus de Benno Elkan (1877-1960), un escultor alemán judío, oriundo de Dortmund, quien en 1935 había huido a Londres a causa del acoso sufrido de parte de las autoridades nacionalsocialistas alemanas.
La escultura fue creada entre 1949 y 1956 e inaugurada en una sesión parlamentaria especial el 15 de abril de 1956, durante las celebraciones del 8º aniversario de la fundación del estado de Israel, siendo presentada oficialmente como un regalo del Parlamento de Reino Unido a la autoridad legislativa israelí. Considerada un monumento a la identidad histórica de Israel, la menorá ha permanecido en su ubicación actual desde 1966.

## Diseño
La menorá de la Knéset fue proyectada basándose en el modelo del candelabro dorado del Templo de Jerusalén.
Una serie de relieves tallados en bronce describen las penurias y luchas por la supervivencia del pueblo judío, representando eventos en formas, imágenes y conceptos de la biblia judía y la historia del pueblo judío. Los grabados en seis de sus brazos narran episodios del exilio del pueblo judío de la tierra de Israel, mientras que los grabados del brazo céntrico retratan el destino de los judíos desde el retorno a la tierra prometida hasta la fundación del moderno Estado de Israel.
El monumento fue descrito como «libro de texto visual» de la historia judía.

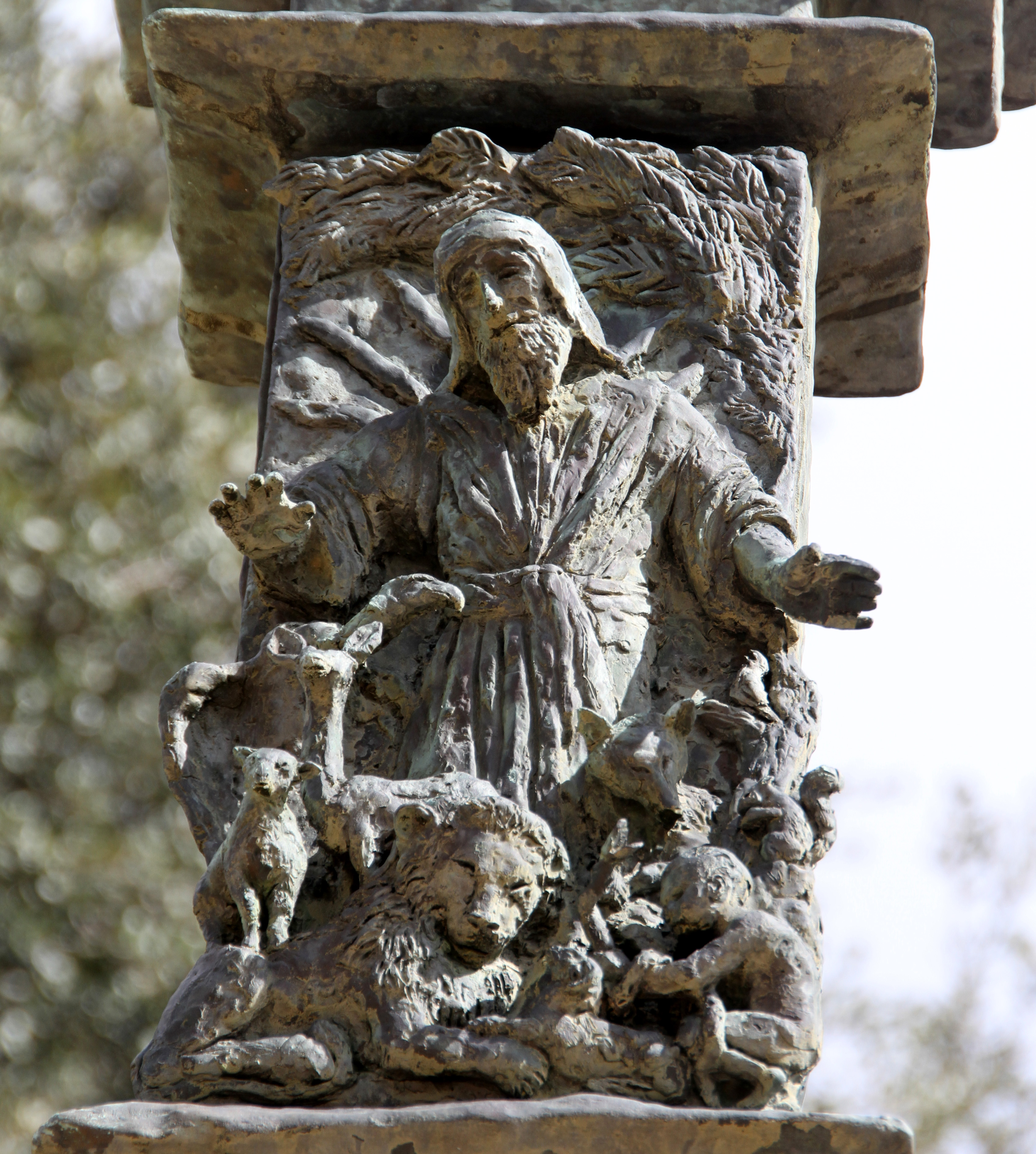
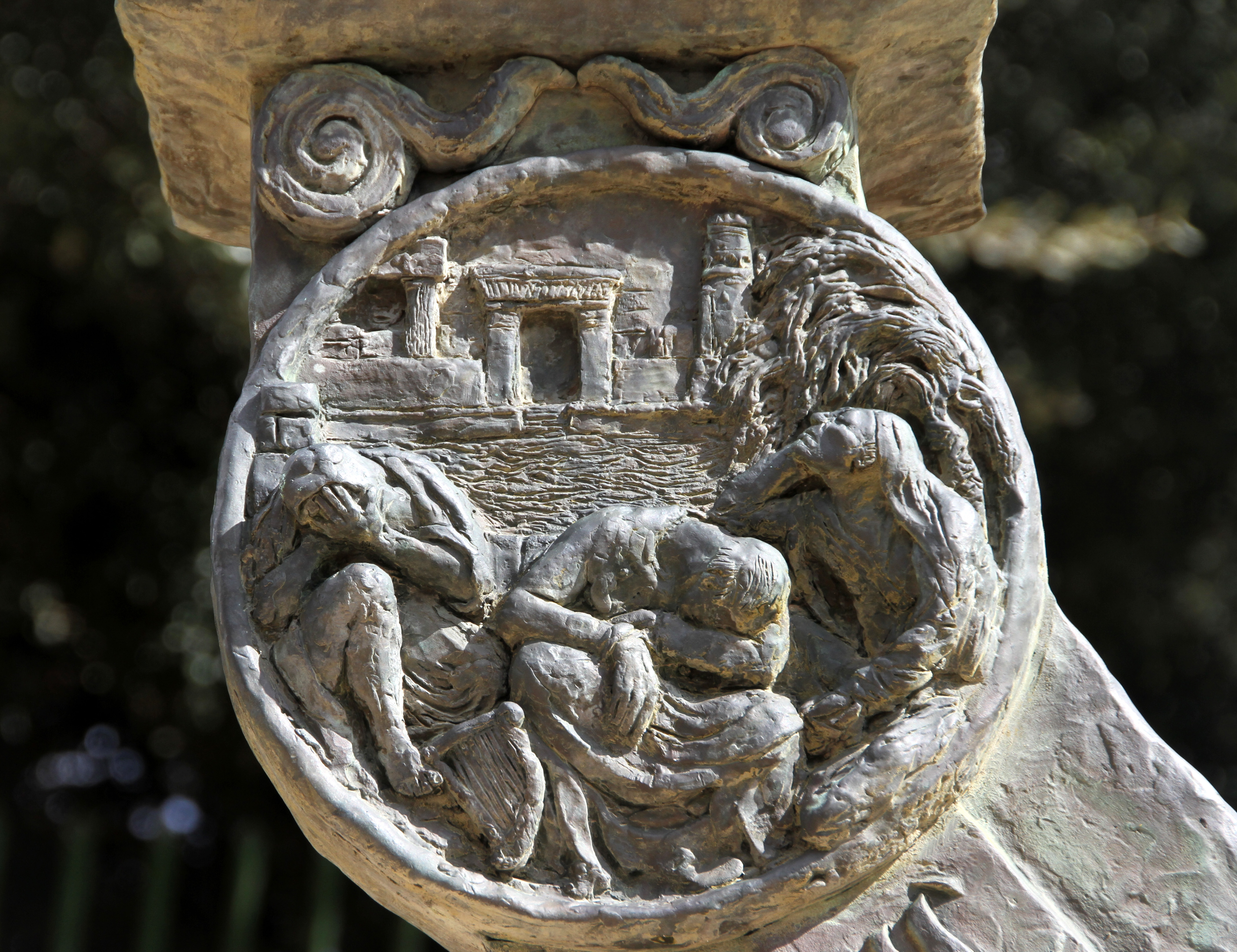
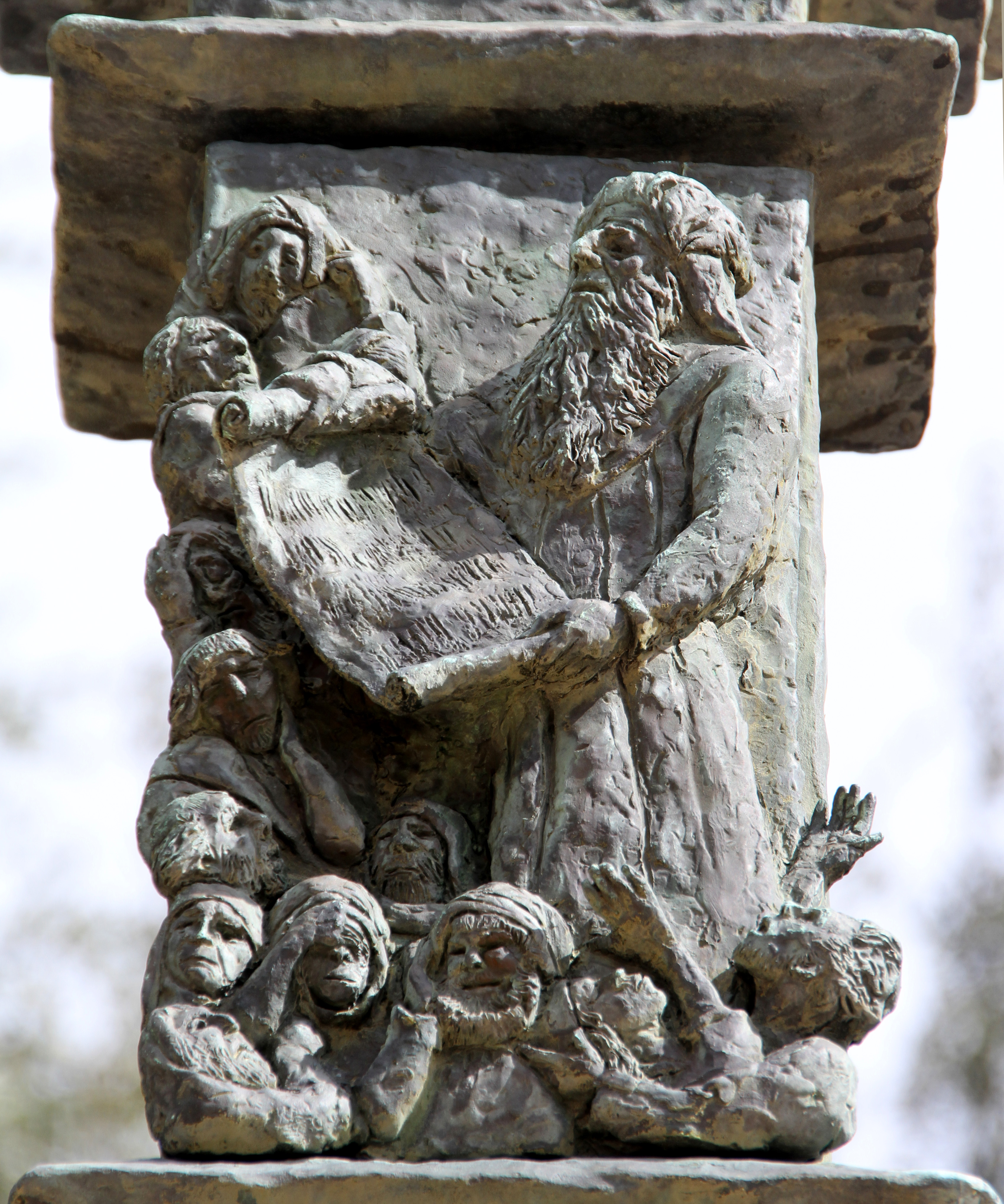
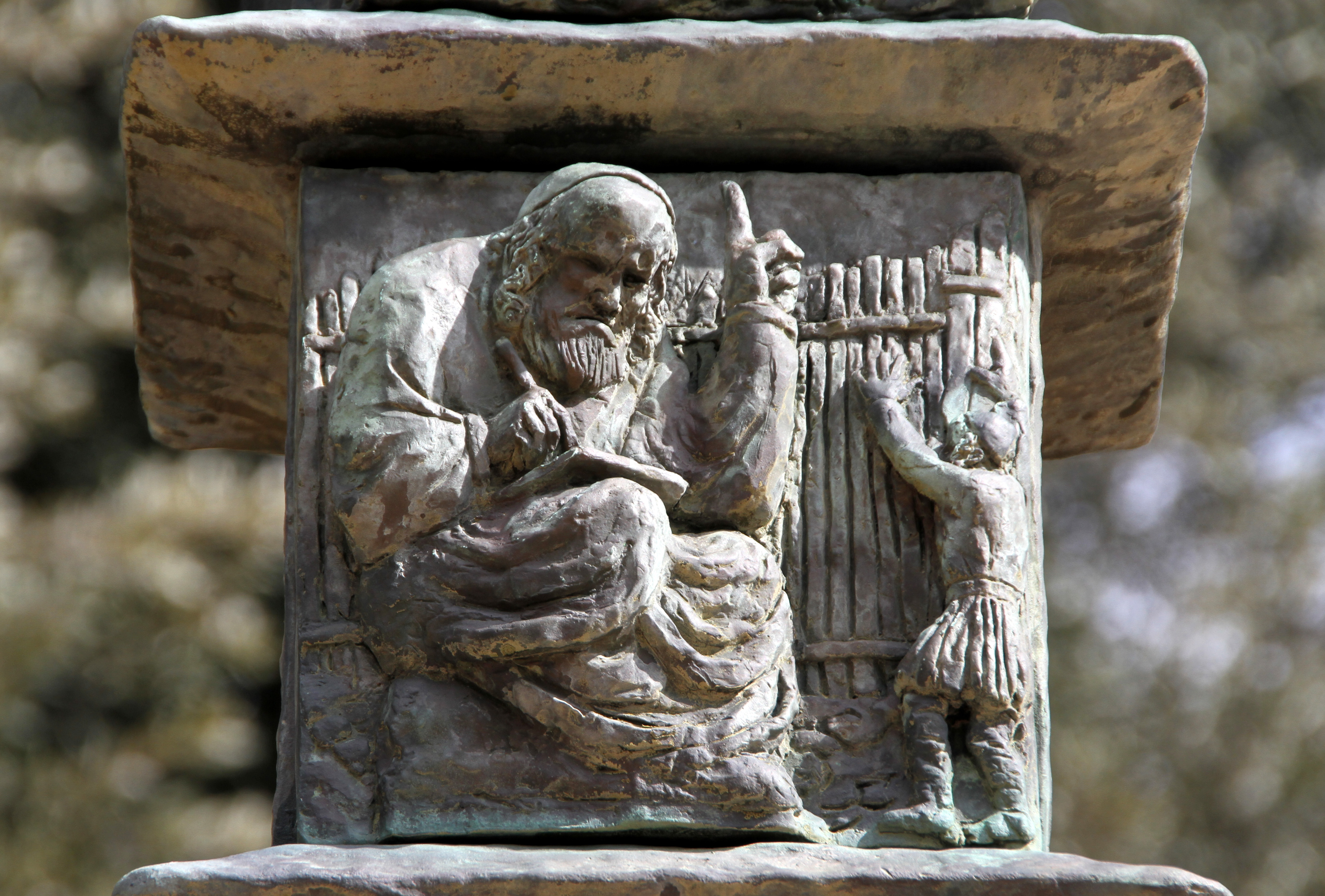
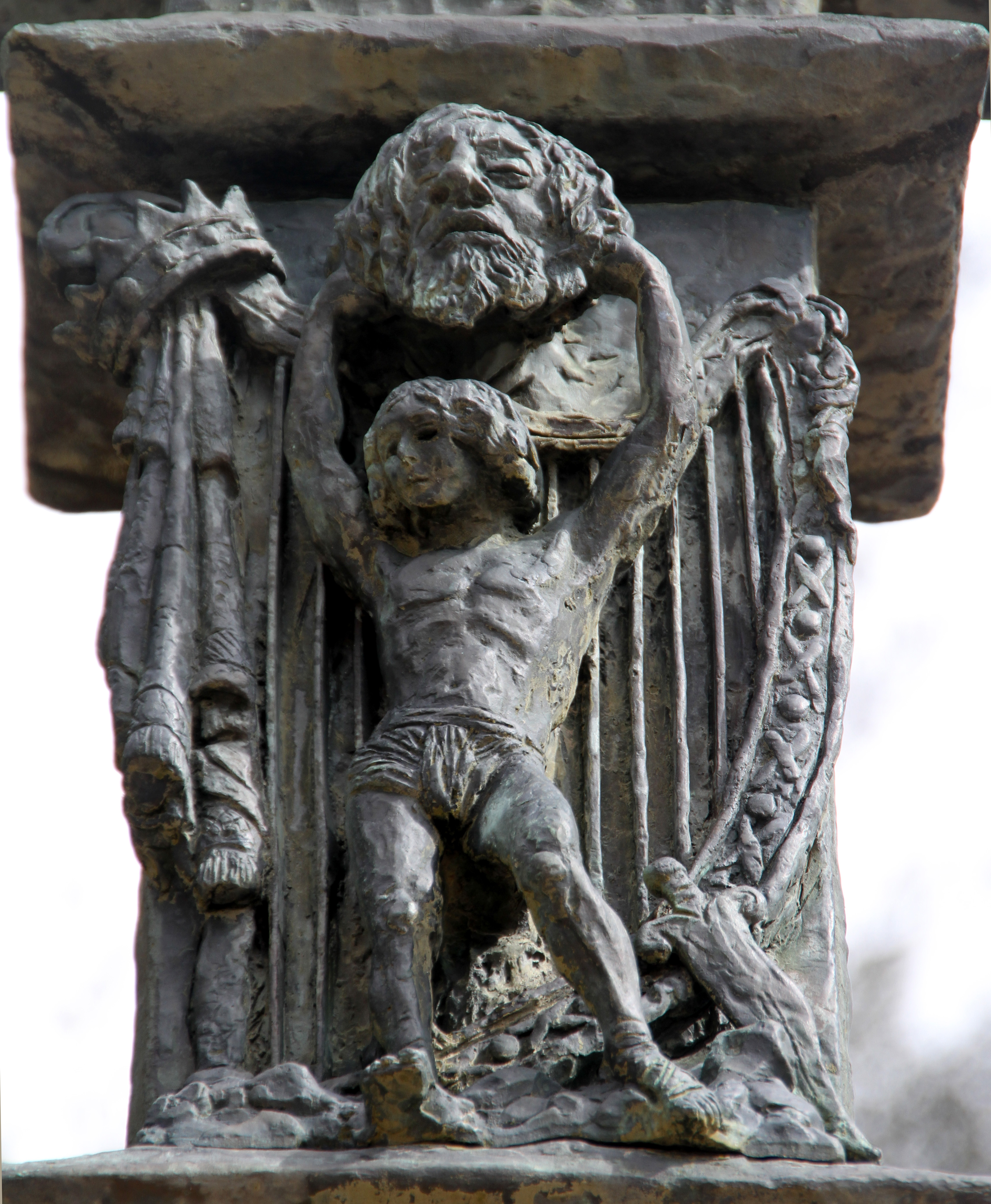
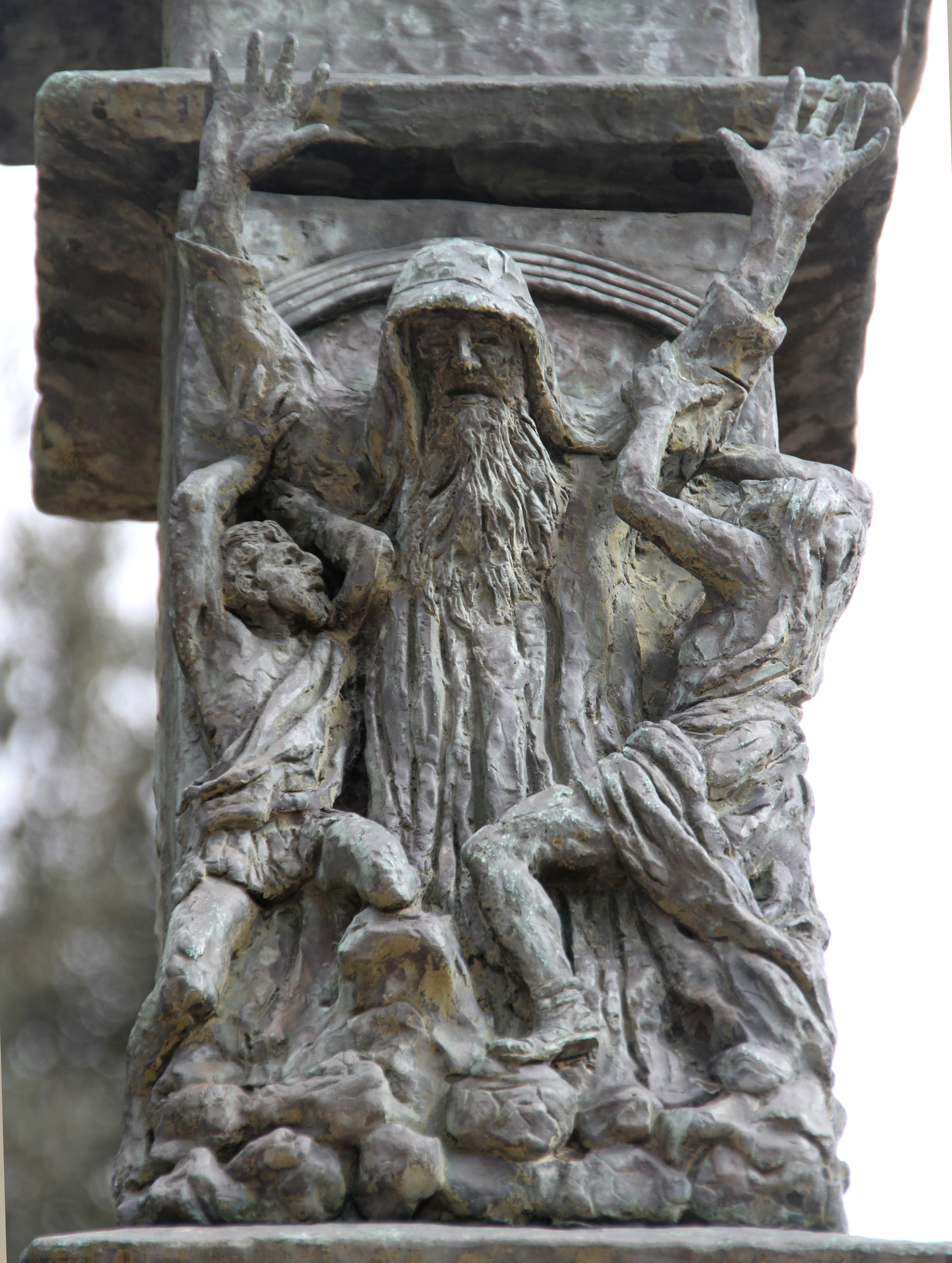
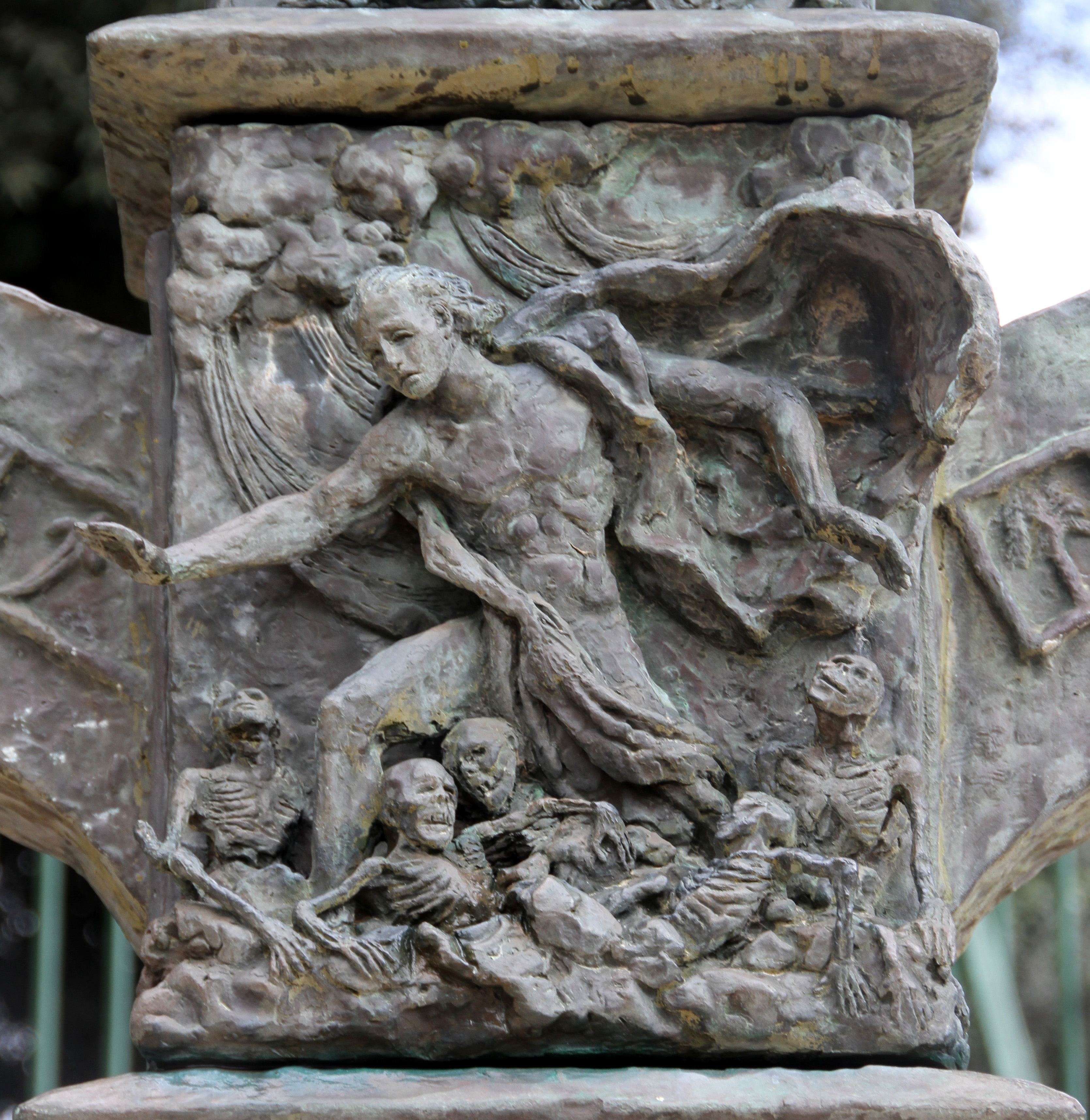
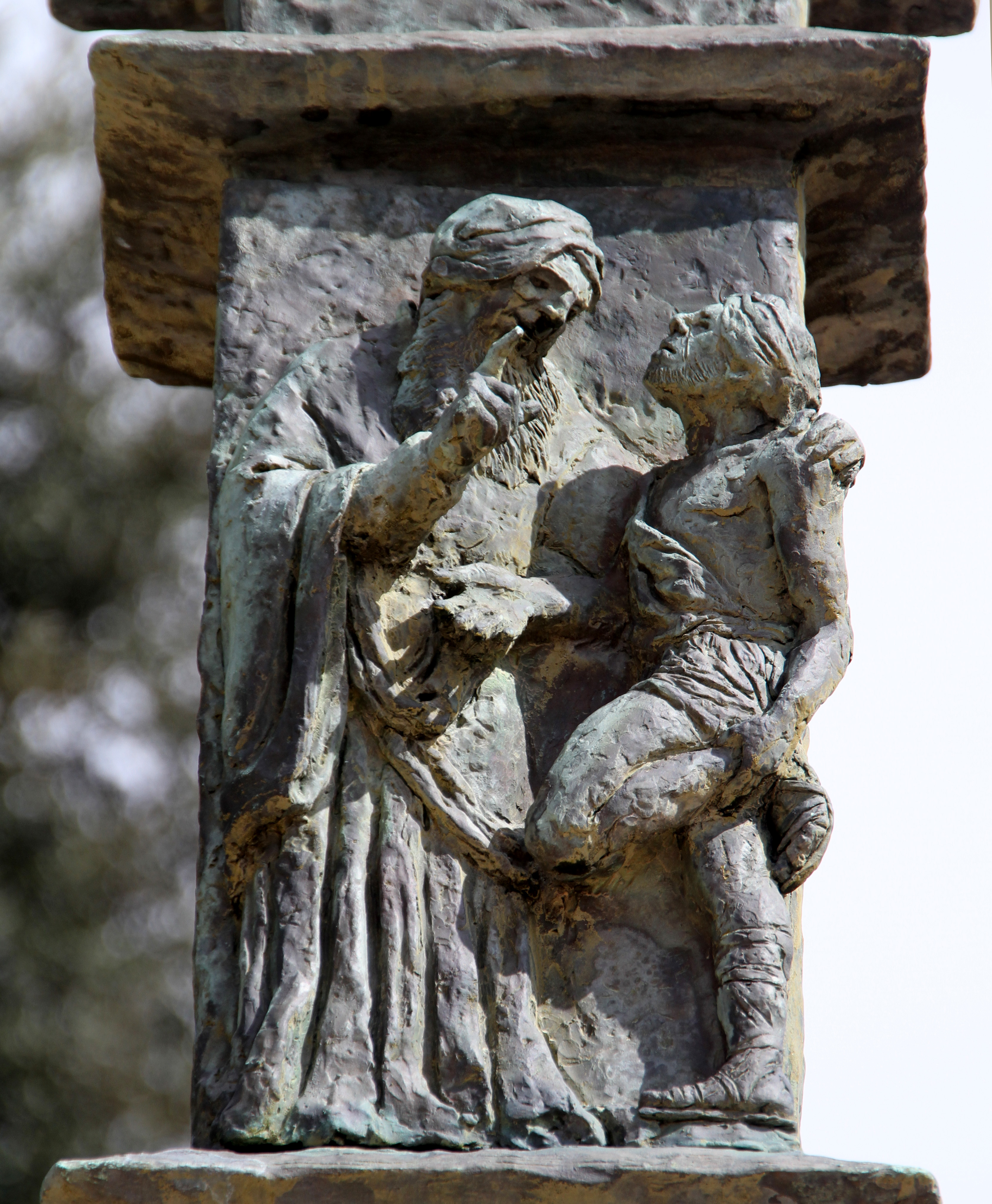
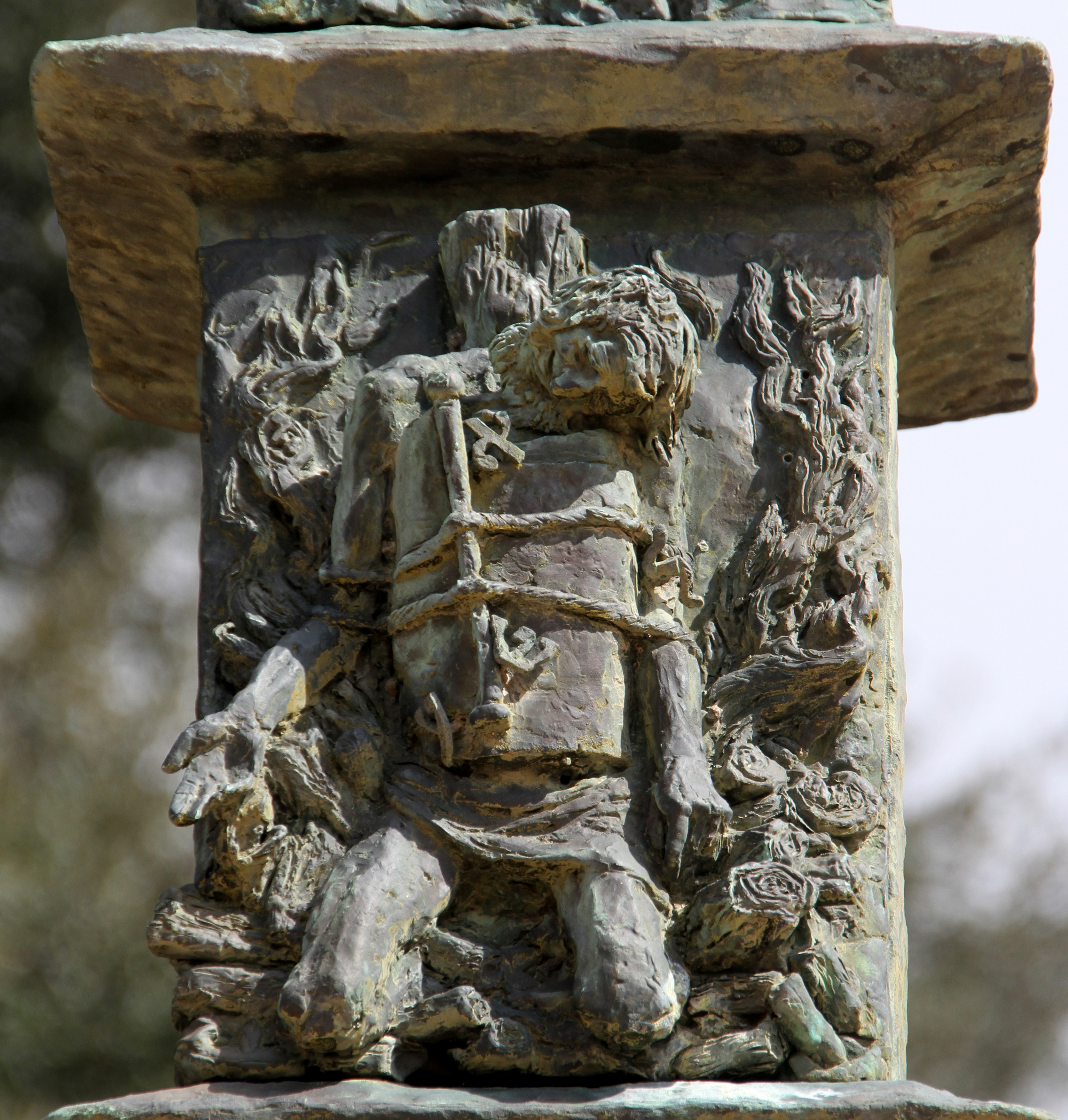
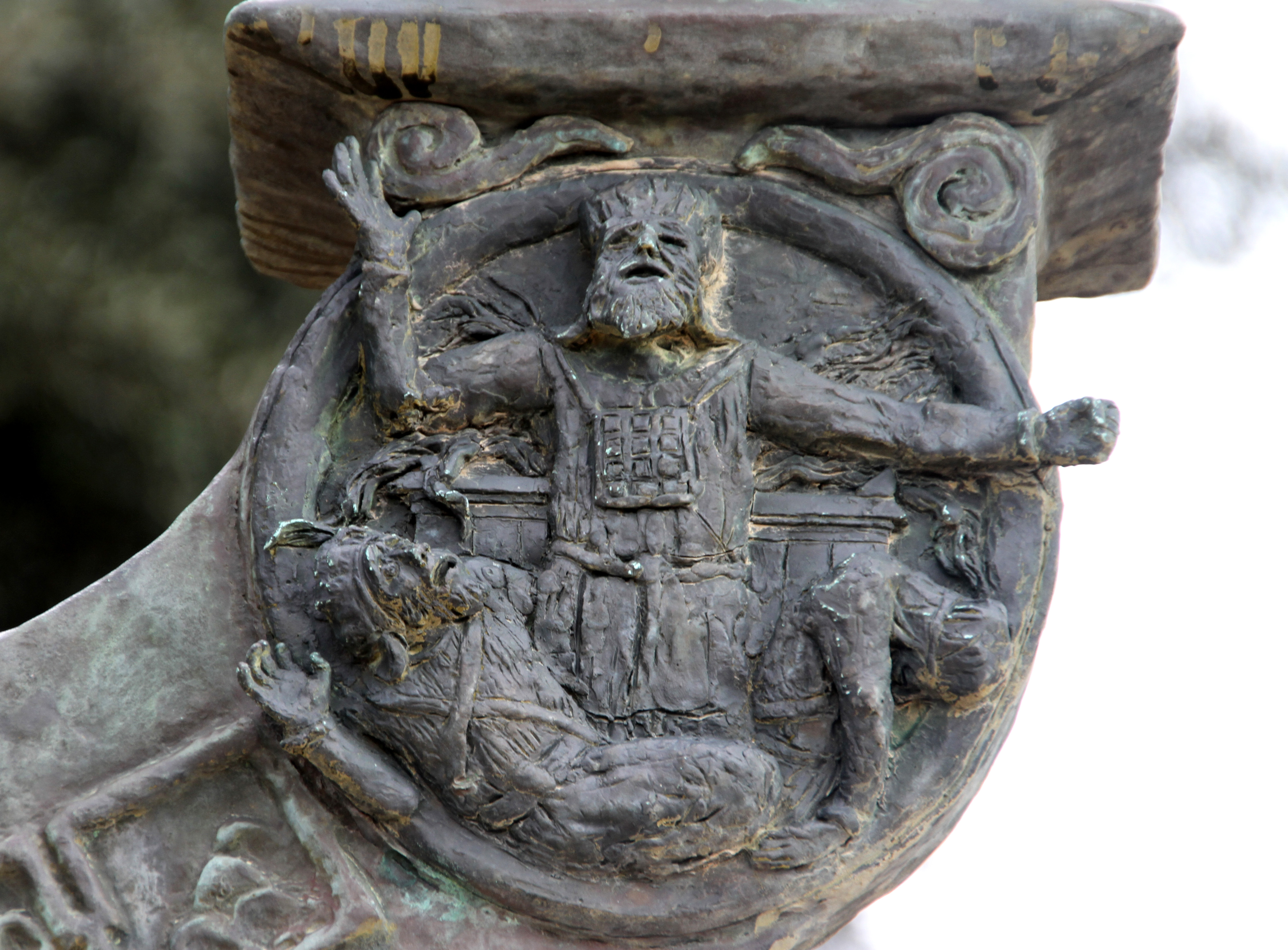